# Cyrtognatha paradoxa
Cyrtognatha paradoxa là một loài nhện trong họ Tetragnathidae.
Loài này thuộc chi Cyrtognatha. Cyrtognatha paradoxa được miêu tả năm 2009 bởi Dimitrov & Hormiga.